# Hof-Apotheke (Braunschweig)
Die Hof-Apotheke, auch Hofapotheke, in Braunschweig ist eine 1720 in der Schuhstraße Nr. 4 im historischen Weichbild Sack gegründete Apotheke. Zuvor gab es bereits die 1479 im Weichbild Altstadt eingerichtete Rats-Apotheke und die 1677 im Weichbild Hagen eröffnete Apotheke am Hagenmarkt. Im Jahr 1752 kam die Aegidien-Apotheke am Ägidienmarkt, später Stobenstraße 12 hinzu. Diese vier blieben für lange Zeit die einzigen offiziellen Apotheken der Stadt.

## Geschichte
An der Stelle, wo sich die Hof-Apotheke befindet stand im Mittelalter ein Gebäude, das als niederdeutsch to dem roden Cruze ‚zu dem roten Kreuze‘ bezeichnet wurde. Es gehörte 1409 Ebeling Mestworte, einem Messerschmied. Es wechselte mehrfach den Besitzer und gelangte schließlich 1670 an die Familie von Policarpus Mumme und über diesem an den Apotheker Julius Mumme. Hier wurde zunächst ab 1677 eine sogenannte „Winkelapotheke“ betrieben. Am 6. Juni 1720 erhielt Julius Mumme (oder bereits Hinüber) durch den Herzog August Wilhelm von Braunschweig-Wolfenbüttel die Konzession (das Privilegium) dort eine dritte offizielle, privilegierte Apotheke in der Stadt zu gründen. Das Privileg sollte zunächst für 25 Jahre gelten und beinhaltete die Erlaubnis den Hof mit ihren Erzeugnissen beliefern zu dürfen und gewährte dem Apotheker Steuervergünstigungen, freie Zölle, und einen gewissen Schutz gegen die Gründung ähnlicher Einrichtungen auf dem Gebiet. Im Gegenzug war der Besitzer verpflichtet Waren in hoher Qualität zu liefern. Durch mehrmalige Sterbefälle und Besitzwechsel war das Privileg 1745 ausgelaufen und wurde zunächst nicht verlängert, da der damalige Besitzer der Hinüber’sche Apotheke es entweder versäumt hatte ein entsprechendes Gesuch einzureichen, oder aber, weil eine Verlängerung nicht den Plänen des Herzog Karl I. für eine Verstaatlichung der Apotheken entsprochen hätte. Mackensen war es, der als erster das Prädikat Hof-Apotheker erhielt.
Der Herzog ließ sie 1746 als erste der vier großen Apotheken erwerben und zu Staatseigentum erklären. Die Hinüber’sche Apotheke war zudem in Konkurs gegangen. Sie wurde zum Wert der Realien erworben und der bisherige Verwalter namens Sander wurde als Fürstlicher Apotheker angestellt und mit 300 Talern jährlich entlohnt. Sophia Sievers, die Witwe von Gottfried Christian Albrecht Sievers (1710–1758) schloss am 1. Mai 1759 einen Lehrvertrag für ihren Sohn Gottfried Heinrich Sievers (1743–1824) mit Arend Jacob Wabst, dem Verwalter der Hof-Apotheke ab. Er wurde hier bis 1764 ausgebildet und war ab 1769 Eigentümer der Sievers’sche Apotheke in Salzgitter-Bad.
Da die Klagen über schlechte Qualität und unhöfliche Behandlung der Kundschaft der staatlichen Apotheken sich häuften und sich zudem die erwarteten Gewinne nicht einstellten, wurden die Apotheken 1771 wieder privatisiert. Am 30. April 1772 erwarb Wabst die Apotheke in der Schuhstraße für 10 000 Taler + 300 Taler Rekognitionsgebühr. Ihm wurde erneut ein herzogliches Privileg erteilt und er durfte sich offiziell als Hofapotheker bezeichnen. Das Privileg berechtigte ihn als Hoflieferant auch zum Führen des Braunschweigischen Wappens. Die Apotheke kam durch Erbschaft 1776 oder Erwerb 1803 an den Apotheker Arend Joachim Friedrich Wiegmann, der sie jedoch wieder verkaufte. 1829 war der Apotheker H. W. Mackensen der Besitzer.
Um 1830 wurde in der Apotheke auch Mineralwasser hergestellt und im benachbarten Kurgarten ausgeschenkt. Mackensen wird im Archiv der Pharmazie noch im Jahr 1858 als Hof-Apotheker und Mitglied des Vizedirektoriums Braunschweig des allgemeinen deutschen Apotheker-Vereins bezeichnet. 1877 wurde das Geschäft von Ludolf Diesing erworben, 1899 führte sie sein Sohn Paul Diesing weiter und nach dessen Tod 1908 wurde sie durch seine Erben verwaltet.
Adolf Geffert, ein Vorfahr der späteren Besitzer aus der Familie Borgmann erwarb die Hof-Apotheke im Jahr 1912.

## Nutzung der Räumlichkeiten
In den Hinterzimmern der Apotheke wurden auch Sektionen durchgeführt. Um den Hebammen mehr Wissen über die Gebärwege zukommen zu lassen, hatte der Herzog von Braunschweig angeordnet, dass bei den Forschungen der Ärzte an den Körpern „toter Kinderbetterinnen“ auch Hebammen zugelassen wurden. Allerdings ohne großen Erfolg, da die Unterhaltungen und Diskussionen dort ausschließlich in den nur den Ärzten geläufigen Sprachen Latein und Griechisch abgehalten wurden, so dass Hebammen daran bald schon nicht mehr teilnahmen.
Irgendwann zwischen 1912 und 1945 muss sich in den Räumen des Gebäudes eine Pelzhandlung Robert Hansen befunden haben. Dieses ist deutlich auf einer Fotografie zu sehen, die vor 1938 entstanden ist. Das Gebäude in der Schuhstraße Nr. 4 wurde während der Bombardierung Braunschweigs kaum beschädigt, die der anderen Apotheken wurden vollständig zerstört. Es hat daher äußerlich noch denselben Charakter wie vor dem Krieg.
Im Jahr 1945 kam die Apotheke an Elisabeth Retzmann und wurde 1974 an ihre Tochter Doris Lambrecht verpachtet, die 1976 den Apotheker Wolfgang Borgmann heiratete, mit dem sie die Apotheke gemeinsam betrieb. Anschließend ging die Leitung an ihren Sohn Jan Borgmann über.

## Gebäude
Das Gebäude wurde 1822 erneuert. Es ist unter der Objekt-ID 37225640, Objekt-Nr. 1388 im Denkmalatlas Niedersachsen gelistet. Es handelt sich um ein dreigeschossiges Wohn- und Geschäftshaus. Der Sockel besteht aus Natursteinquadern. Darüber liegt der verputzte Fachwerkbau, das Walmdach weist eine Deckung mit Ziegelpfannen auf. Die ausladenden Geschossgesimse und eingefassten Fenster sind im Stile der Renaissance ausgeführt. 1884 erfolgte ein Umbau, bei dem die Südfassade neu errichtet wurde. Durch den Umbau 1884 wurde nicht nur die ursprüngliche Gestalt der klassizistischen Fassade veränderte, sondern es wurde auch das Gesamtvolumen des Gebäudes reduziert.
Das Gebäude ist ein Eckhaus, das an der Einmündung der Straße Kleine Burg steht. Da diese ehemals schmale Gasse verbreitert werden sollte, mussten Teile des Gebäudes abgetragen werden. Die Fassade zur Schuhstraße verlor dadurch drei Fensterachsen und die Südseite des Hauses wurde um zwei Gefache zurückgenommen. Die Hausecke wurde abgeschrägt. Im Erdgeschoss wurde die Hof-Apotheke neu eingerichtet und erhielt einen von Säulen flankierten Eingang, im Hauptgeschoss darüber einen kleinen Balkon mit Ziergitter. Den Abschluss bildet hier ein kleiner Dreieckgiebel. Für die neue Südwand wurden die Gliederungs- und Zierelemente der Westseite kopiert.